# Port Szaíd-i stadion
A Port Szaíd-i stadion (arabul: إستاد بورسعيد) egy többfunkciós stadion Egyiptomban, melyet jelenleg leginkább labdarúgó-mérkőzések lebonyolítására használnak, mint amilyenek a 2006-os afrikai nemzetek kupája és az egyiptomi 2009-es U20-as labdarúgó-világbajnokság találkozói is voltak. Az 1955-ben épült stadion maximális befogadóképessége 20 000 néző.
2012. február 1-jén a létesítményben történt zavargásban 74 embert megöltek, mellyel az incidens Afrika második legnagyobb sporttal kapcsolatos katasztrófája a 2001-es accrai tragédia után.